# Kürnbach
Kürnbach település Németországban, azon belül Baden-Württembergben. Lakosainak száma 2380 fő (2023. december 31.).

## Népesség
A település népessége az elmúlt években az alábbi módon változott:
| Lakosok száma | 1853 | 2045 | 2408 | 2371 | 2404 | 2536 | 2393 | 2427 | 2241 | 2380 |
|               | 1961 | 1967 | 1974 | 1980 | 1987 | 1993 | 2000 | 2006 | 2013 | 2023 |